# Beşiktaş JK (basket-ball féminin)
Le Beşiktaş Jimnastik Kulübü est un club féminin turc de basket-ball évoluant en TBBL, soit la première division du championnat de Turquie. Le club, section du club omnisports du Beşiktaş Jimnastik Kulübü, est basé dans la ville de İstanbul.

## Historique
Sixième de la ligue turque et qualifié pour l'Eurocoupe, le club signe pou 2015-2016 deux Américaines : la rookie des Mystics de Washington Natasha Cloud et l'ailière All-Star Cappie Pondexter, qui connait bien le pays pour avoir joué quatre saisons au Fenerbahce.

## Palmarès
- Champion de Turquie : 1984, 1985, 2005

## Entraîneurs successifs
- Depuis ? : ?

## Effectif 2011-2012
Le club annonce engager Courtney Vandersloot, Ilona Korstine, Amber Harris et Jantel Lavender.
| Numéro | Nom                  | Née le            | Taille | Nationalité | Poste         |
|        | Gülsah Duman         | 19 janvier 1993   | 1,76 m | Turquie     | Ailière       |
|        | Hande Karasu         | 20 juillet 1993   | 1,89 m | Turquie     | Ailière forte |
|        | Yasemin Koc          | 20 janvier 1993   | 1,93 m | Turquie     | Pivot         |
| 5      | Esra Sencebe         | 21 décembre 1981  | 1,90 m | Turquie     | Arrière       |
| 7      | Daliborka Jokic      | 1er novembre 1981 | 1,85 m | Slovénie    | Ailière       |
| 9      | Nihan Anaz           | 29 avril 1979     | 1,72 m | Turquie     | Arrière       |
| 10     | Tugba Tasci          | 19 août 1984      | 1,76 m | Turquie     | Meneuse       |
| 11     | Ilsu Daricioglu      | 5 avril 1983      | 1,64 m | Turquie     | Arrière       |
| 12     | Gonca Karatas        | 28 décembre 1990  | 1,97 m | Turquie     | Pivot         |
| 13     | Yasemin Horasan      | 1er août 1983     | 1,87 m | Turquie     | Ailière forte |
| 15     | Korel Engin          | 8 avril 1980      | 2,00 m | Turquie     | Pivot         |
| 22     | Courtney Vandersloot | 8 février 1989    | 1,73 m | États-Unis  | Meneuse       |
| 20     | Ebony Hoffman        | 27 août 1982      | 1,89 m | États-Unis  | Pivot         |

Entraîneur : Sandro Orlando
Assistant :

## Joueuses célèbres ou marquantes
- Yasemin Horasan
- Stacey Lovelace
- Amber Harris
- Jantel Lavender
- Courtney Vandersloot
- Lucie Bouthors
- Ilona Korstine